# Pingba
Pingba (平坝区,  Píngbà Qū) ist ein chinesischer Stadtbezirk der bezirksfreien Stadt Anshun in der Provinz Guizhou. Die Fläche beträgt 991,7 Quadratkilometer und die Einwohnerzahl 326.900 (Stand: Ende 2018).
Der Wulong-Tempel auf dem Tiantai-Berg (天台山伍龙寺,  Tiantai shan Wulong si) aus der Zeit der Ming-Dynastie steht seit 2001 auf der Liste der Denkmäler der Volksrepublik China (5-396).

## Administrative Gliederung
Auf Gemeindeebene setzt sich der Stadtbezirk aus sechs Großgemeinden und vier Gemeinden (davon zwei Nationalitätengemeinden) zusammen. Diese sind:
- Großgemeinde Chengguan 城关镇
- Großgemeinde Baiyun 白云镇
- Großgemeinde Gaofeng 高峰镇
- Großgemeinde Tianlong 天龙镇
- Großgemeinde Xiayun 夏云镇
- Großgemeinde Machang 马场镇
- Gemeinde Leping 乐平乡
- Gemeinde Qibo 齐伯乡
- Gemeinde Shizi der Hui und Miao 十字回族苗族乡
- Gemeinde Yangchang der Bouyei und Miao 羊昌布依族苗族乡